# Arnór Ingvi Traustason
Arnór Ingvi Traustason (Keflavík, 30. travnja 1993.) islandski je nogometaš koji igra na poziciji veznog igrača. Trenutačno nastupa za IFK Norrköping. 

## Klupska karijera
Nogomet je počeo igrati u Njarðvíku, iz kojeg u 2008. godine prešao je u Keflavík. Za prvu je momčad prvi put zaigrao 13. rujna 2010. protiv Frame iz Reykjavíka. Prosinca 2010. potpisao je za prvu momčad. Kolovoza 2012. klub ga je do kraja sezone posudio norveškomu Sandnes Ulfu. Listopada 2013. potpisao je trogodišnji ugovor za Norrköping. Svibnja 2016. potpisao je četverogodišnji ugovor s bečkim Rapidom. Srpnja 2017. bio je posuđen na jednu godinu AEK-u iz Atene. Islanđanin je u 2017. godini prešao u švedski Malmö FF, nakon što je izrazio svoje nezadovoljstvo s minutažom u AEK Ateni.

## Reprezentativna karijera
13. studenoga 2015. prvi je put nastupio za islandsku reprezentaciju. Bilo je to na utakmici protiv Poljske. 2016. je godine bio na popisu islandskog izbornika za nastup na europskom prvenstvu u Francuskoj. Na prvenstvu je na utakmici protiv Austrije postigao pogodak u zadnjoj minuti.

## Vanjske poveznice
- Traustason na National Football Teams (engl.)
- Traustason na Soccerwayu  Arhivirana inačica izvorne stranice od 20. kolovoza 2016. (Wayback Machine) (engl.)
- Traustason na stranici Islandskog nogometnog saveza (isl.)